# Paprikás krumpli
Paprikás krumpli – węgierskie danie jednogarnkowe przygotowywane z ziemniaków, papryki mielonej, pomidorów, kiełbasy lub parówek i cebuli. Można je przygotować na kuchni lub w bograczu. Jeśli zamiast kiełbasy lub parówek użyje się steków z rozbratelu to powstanie serpenyős rostélyos.
Paprikás krumpli można też przygotować z wędzonym boczkiem, potrawa może być gęstsza lub rzadsza, z zacierkami, haluszkami lub z galuszkami. Jako przypraw, oprócz cebuli i mielonej papryki, można używać majeranku i mielonego kminku. Do potrawy najlepiej użyć ziemniaków, które się nie rozgotowują.
Potrawę spożywa się z chlebem lub samodzielnie, często z ogórkami kiszonymi lub konserwowymi, ale też z mizerią. 